# Началото на деня
„Началото на деня“ е български игрален филм (драма) от 1975 година на режисьора Димитър Петров, по сценарий на Александър Карасимеонов. Оператор е Борис Янакиев. Музиката във филма е композирана от Александър Йосифов.

## Сюжет
В голям завод журналист прави интервюта за замърсяването на въздуха. Директорът и главният инженер бягат от отговорност. Но инженер Мария Стойчева открито заявява, че средства за такава дейност не се предвиждат. Това ще ѝ коства смяна на длъжността. На много километри от този завод, в Балкана, при мъжа на Мария – Андрей Стойчев е станало срутване в мината и има загинал човек. Пристига анкетна комисия. Мария изпраща телеграма на Андрей, че има нужда от неговата морална подкрепа. Андрей тръгва към Мария. На малката гара среща бащата на загиналото момче. Пътува с товарен влак и пристига едва сутринта. Мария още спи. След няколко часа той трябва да се върне обратно и да поеме своята отговорност. Тази кратка среща е била по-важна за тях от всичко друго.

## Актьорски състав
Роли във филма изпълняват актьорите:
- Цветана Манева – Мария
- Стефан Данаилов – Андрей Стойчев
- Владимир Смирнов – Инженер Пенев
- Тодор Колев – Журналистът
- Доротея Тончева
- Силвия Рангелова
- Росица Данаилова
- Любомир Киселички
- Васил Стойчев
- Вельо Горанов
- Явор Милушев
- Георги Гайтаников
- Владимир Давчев
- Иван Гайдарджиев
- Любен Саев
- Богдана Вульпе
- Юри Сафчев
- Георги Стефанов